# Gyros
En gyro eller gyros (græsk: γύρος, gyros  bogstaveligt 'sving') er en græsk madret lavet af kød tilberedt på en vertikal rotisserie. Oprindeligt blev det lavet af lammekød, men i Grækenland bruges der oftest svinekød eller kyllingekød, mens en blanding af okse- og lam er almindeligt i USA og andre lande. Det bliver normalt serveret pakket ind i et fladbrød såsom pita, med tomat, løg, tzatzikisauce, og nogle gange pommes frites. Ligesom de lignende retter shawarma og tacos al pastor, stammer det fra tyrkisk döner kebab.

## Navn
Navnet kommer fra det græske γύρος ("roterende" eller "drejende"), og det er et låneord fra det tyrkiske döner, fra dönmek, der også betyder "sving". Det blev oprindeligt kaldt ντονέρ på græsk. Ordet ντονέρ blevet kritiseret i midten af 1970'erne i Grækenland for at være tyrkisk. Ordet gyro eller gyros var allerede inden 1970 taget i brug i det engelske sprog, og sammen med γύρος på græsk, endte det med at erstatte döner kebab for den græske version af retten. Nogle græske restauranter i USA, begyndet er bruge doner kebab og gyros for den samme ret i 1970'erne.
I modsætning til andre områder af Grækenland, kendes kødretten souvlaki som kalamaki. En pita-indbundet sandwich med enten gyros-kød eller kalamaki kendes her som souvlaki.
Den græske udtalelse er [ˈʝiros], hvilket også flugter godt med den danske udtalelse [gy·rɔs].